# NGC 1400
NGC 1400 (również PGC 13470) – galaktyka eliptyczna (E-S0), znajdująca się w gwiazdozbiorze Erydanu. Została odkryta 20 września 1786 roku przez Williama Herschela. Galaktyka ta należy do gromady w Erydanie.